# Jacob Endregaard
Jacob Endregaard (Bergen (Noorwegen), 1 oktober 1881 – 2 oktober 1984) was een Noors operazanger. Zijn stemvoering was bariton.
Jacob Olai Endregaard werd geboren binnen het boerengezin van Johannes Thomasen Endregaard (1843-1912) en Synneve Tollefsen (1849-1928). Hij huwde met Jørgi Randine Enevold (1882-1962), dochter van een hotelier en kreeg minstens één kind.
Hij kreeg zijn opleiding van John Forsell in Stockholm en Niels Buck in Oslo Hij stond in het seizoen 1901/1902 voor het eerst op de planken in een uitvoering van Le nozze di Figaro in zaal Phønix te Frederikstad. Hij sloot zich aan bij de operagezelschappen van Tivoli (1901-1902), Centralteatret (1906-1914). Hij gaf voorts concerten te Kopenhagen en Bergen.
Belangrijkste rollen waren:
- Scorpa in Tosca
- Graaf in Le nozze di Figaro
- Marcel in La bohème (tevens in 1933 in het Nationaltheatret)
- Consul in Madame Butterfly en
- Toreador in Carmen

Zijn stem is bewaard gebleven voor het nageslacht door een aantal opnamen op grammofoonplaat.. 
Enkele concerten:
- 21 maart 1906: Liederenavond van Eyvind Alnaes met Clara Hultgren, Rolf Brandt-Rantzau, eveneens in Phønix
- juli  1906; eerste grote optreden in Trondheim
- 17 mei 1914; feestconcert (17 mei is nationale feestdag in Noorwegen) met tevens Kirsten Flagstad, Jens Hetland, en Bokken Lasson;